# Asadur
Asadur (llamada oficialmente Santa Mariña de Asadur) es una parroquia y una aldea del municipio español de Maceda, en la provincia de Orense, Galicia.

## Organización territorial
La parroquia está formada por doce entidades de población:

### Entidad de población
Entidad de población que forma parte de la parroquia:
- Amedo
- A Parrocha
- Asadur
- Baldrei
- Celeirón
- O Campo
- O Rial
- Outeiro do Cabo
- Parada
- Paradiña
- Somoza

### Despoblado
Despoblado que forma parte de la parroquia:
- Coruxas

## Demografía

### Parroquia
| Gráfica de evolución demográfica de Asadur (parroquia) entre 2000 y 2022 |
|                                                                          |
| Datos según el nomenclátor publicado por el INE.                         |

### Aldea
| Gráfica de evolución demográfica de Asadur (aldea) entre 2000 y 2022 |
|                                                                      |
| Datos según el nomenclátor publicado por el INE.                     |